# دارين كينغ
دارين كينغ (بالإنجليزية: Darren King)‏ هو طبال أمريكي، ولد في 25 يونيو 1982.

## روابط خارجية
- دارين كينغ على موقع ديسكوغز (الإنجليزية)